# Serasan (plaats)
Serasan is een bestuurslaag in het regentschap Natuna van de provincie Riau-archipel, Indonesië. Serasan telt 2658 inwoners (volkstelling 2010).